# Middle Valley
Middle Valley é uma Região censo-designada localizada no estado norte-americano de Tennessee, no Condado de Hamilton.

## Demografia
Segundo o censo norte-americano de 2000, a sua população era de 11.854 habitantes.

## Geografia
De acordo com o United States Census Bureau tem uma área de
35,8 km², dos quais 31,4 km² cobertos por terra e 4,4 km² cobertos por água.

## Localidades na vizinhança
O diagrama seguinte representa as localidades num raio de 16 km ao redor de Middle Valley.